# Barcelona Ladies Open
Barcelona Ladies Open (у 2007—2008 роках — Barcelona KIA) — жіночий тенісний турнір туру WTA, який проводився від 2007 до 2012 року на ґрунтових кортах у Барселоні. У 2007-08 роках проходив у червні і належав до турнірів WTA IV категорії. У 2009-12 роках проводився у квітні і належав до категорії WTA International. Призовий фонд у 2009-12 роках - 220 тисяч доларів США, турнірна сітка була розрахована на 32 учасниці в одиночному розряді і 16 пар.

## Історія
2003 року в Барселоні стартував жіночий турнір ITF «Ciutat of Barcelona» з призовим фондом 10 тисяч доларів. Першою переможницею стала іспанка Марта Фрага, яка обіграла у фіналі майбутню першу ракетку світу Ану Іванович. Вона завоювала титул також і в парах. З 2005 року спонсором турніру стала фірма Kia Motors. З 2007 року турнір в Барселоні увійшов у турнірну сітку WTA. У 2008 році його призовий фонд становив 145 тисяч доларів, а наступного року 220 тисяч.
Наприкінці 2012 року через фінансові проблеми турнір закрито, а його місце в календарі WTA викупили німецькі організатори, які створили нове змагання в Нюрнберзі.

## Фінали

### Одиночний розряд
| Рік  | Чемпіонка          | Фіналістка                 | Рахунок       |
| ---- | ------------------ | -------------------------- | ------------- |
| 2003 | Марта Фарга        | Ана Іванович               | 6–4, 5–7, 6–4 |
| 2004 | Лаура Поус Тіо     | Цветана Піронкова          | 4–6, 7–5, 6–2 |
| 2005 | Катерина Бемова    | Марія Санчес Лоренцо       | 3–6, 6–3, 7–5 |
| 2006 | Татьяна Гарбін     | Катерина Іванова           | 6–3, 7–5      |
| 2007 | Меган Шонессі      | Едіна Галловіц             | 6–3, 6–2      |
| 2008 | Марія Кириленко    | Марія Хосе Мартінес Санчес | 6–0, 6–2      |
| 2009 | Роберта Вінчі      | Марія Кириленко            | 6–0, 6–4      |
| 2010 | Франческа Ск'явоне | Роберта Вінчі              | 6–1, 6–1      |
| 2011 | Роберта Вінчі      | Луціє Градецька            | 4–6, 6–2, 6–2 |
| 2012 | Сара Еррані        | Домініка Цибулькова        | 6–2, 6–2      |

### Парний розряд
| Рік  | Чемпіонки                                         | Фіналістки                                           | Рахунок            |
| ---- | ------------------------------------------------- | ---------------------------------------------------- | ------------------ |
| 2003 | Марта Фрага Адріана Гонсалес Пеньяс               | Нурія Ройг Юлія Вакуленко                            | 6–3, 6–3           |
| 2004 | Лурдес Домінгес Ліно Лаура Поус Тіо               | Ніна Братчикова Катерина Кожокіна                    | 6–4, 7–64          |
| 2005 | Лурдес Домінгес Ліно Марія Санчес Лоренцо         | Кончіта Мартінес Гранадос Марія Хосе Мартінес Санчес | 7–5, 6–74, 7–63    |
| 2006 | Клаудія Янс Аліція Росольська ]                   | Едіна Галловіц Ванесса Генке                         | 6–1, 6–2           |
| 2007 | Нурія Льягостера Вівес Арантча Парра Сантонха     | Лурдес Домінгес Ліно Флавія Пеннетта                 | 7–63, 2–6, [12–10] |
| 2008 | Лурдес Домінгес Ліно Арантча Парра Сантонха       | Нурія Льягостера Вівес Марія Хосе Мартінес Санчес    | 4–6, 7–5, [10–4]   |
| 2009 | Нурія Льягостера Вівес Марія Хосе Мартінес Санчес | Сорана Кирстя Андрея Клепач                          | 3–6, 6–2, [10–8]   |
| 2010 | Сара Еррані Роберта Вінчі                         | Тімеа Бачиньскі Татьяна Гарбін                       | 6–1 3–6 [10–2]     |
| 2011 | Івета Бенешова Барбора Заглавова-Стрицова         | Наталі Грандін Владіміра Углірова                    | 5–7, 6–4, [11–9]   |
| 2012 | Сара Еррані Роберта Вінчі                         | Флавія Пеннетта Франческа Ск'явоне                   | 6–0, 6–2           |